# Pseudomesochra divaricata
Pseudomesochra divaricata är en kräftdjursart som först beskrevs av Sars 1907.  Pseudomesochra divaricata ingår i släktet Pseudomesochra och familjen Pseudotachidiidae. Inga underarter finns listade i Catalogue of Life.